# Benedikt Mordstein
Benedikt „Bench“ Mordstein (* 23. Oktober 1993 in Moosburg an der Isar) ist ein deutscher Breakdancer.

## Leben
Seine Liebe zum Tanzen und vor allem zum Breakdance entdeckte er im Alter von 10 Jahren. Seitdem praktiziert er B-Boying täglich. Bench tritt in Shows auf. Er erzielte mehrere Erfolge bei Wettbewerben.
2011 gelang ihm ein Eintrag ins Guinness-Buch der Rekorde. Er hält mehrere Guinness World Records. Seit 2013 ist er Botschafter für die AOK Bayern.
Er trat in verschiedenen TV-Shows auf. 2014 erreichte er bei der TV-Show Millionärswahl das Finale. 2014 und 2015 war Benedikt Mordstein Teil der „TV-Startänzer“ bei der „Fest der Feste-Tournee“ mit Florian Silbereisen, DJ Ötzi, Voxxclub, u. a. dabei.

## Erfolge
- 2007: 1. Platz E.S.D.U German Open (Solo)
- 2007: 1. Platz E.S.D.U European Open (Solo)
- 2007: 1. Platz Las Vegas
- 2008: 9. Platz HipHop World Championship
- 2008: 1. Platz E.S.D.U German Open (Solo)
- 2008: 1. Platz E.S.D.U European Open (Solo)
- 2009: 1. Platz A.S.D.U German Open (Solo)
- 2009: 1. Platz A.S.D.U European Open (Solo)
- 2010: 1. Platz A.S.D.U German Open (Solo)
- 2010: 1. Platz A.S.D.U German Open (Duo)
- 2010: 1. Platz A.S.D.U European Open (Solo)
- 2010: 1. Platz A.S.D.U European Open (Duo)
- 2011: 1. Platz E.S.D.U Austrian Open (Solo)
- 2011: 1. Platz E.S.D.U World Dance Masters (Solo)
- 2011: 1. Platz E.S.D.U World Dance Masters (Duo)
- 2011: 1. Platz A.S.D.U German Open (Solo)
- 2011: 1. Platz A.S.D.U German Open (Duo)
- 2011: 1. Platz A.S.D.U European Open (Solo)
- 2011: 1. Platz A.S.D.U European Open (Duo)
- 2014: Finale der TV-Show Millionärswahl

## TV-Shows
- 2011: Tigerentenclub TV-Show
- 2012: Guinness World Records TV-Show (Rom)
- 2012: Guinness World Records TV-Show (Peking)
- 2014: 20 Jahre Feste (ARD + ORF)
- 2014: Das Große Fest zum Jubiläum (ARD + ORF)
- 2014: ZDF Fernsehgarten Rekordversuch[2]
- 2014: Halbfinale Got to Dance (Pro7)
- 2014: Finalist Millionärswahl (Pro7)
- 2015: Dino TV-Show (Amsterdam, Niederlande)
- 2015: Die Besten im Frühling (ARD + ORF)
- 2015: Weiß Blau im Freisinger Land (BR)
- 2015: Die Besten im Sommer (ARD + ORF)
- 2015: Das Große Fest der Besten (ARD + ORF)
- 2016: Weiß Blau im Freisinger Land (BR)
- 2016: Elton! – TV-Show (KIKA)

## Guinness World Records
- 2011: „Most consecutive elbow jumps“
- 2011: „Most one hand jumps“
- 2012: „Most one hand claps“
- 2014: „fastest 20m performing breakdance Flares“
- 2015: „Most backflips in one minute for a team of up to 10 individuals“
- 2015: „Most Jackhammer jumps in one minute“
- 2016: „fastest time to type a text message (SMS) on a mobile phone while performing headspin“[3][4]